# Pardosa nojimai
Pardosa nojimai är en spindelart som beskrevs av Tanaka 1998. Pardosa nojimai ingår i släktet Pardosa och familjen vargspindlar. Inga underarter finns listade i Catalogue of Life.